# Czarnowo (Kozielice)
Czarnowo (nach 1945 kurz: Żarnow, deutsch Groß Zarnow) ist ein Dorf in der Gmina Kozielice (Gemeinde Köselitz) im Powiat Pyrzycki in der Woiwodschaft Westpommern in Polen.

## Geografie
Der Ort liegt im historischen Gebiet Hinterpommern, etwa 10 km westlich von Pyrzyce (Pyritz), 35 km südlich von Stettin (polnisch Sczeczin) und 20 km östlich der deutsch-polnischen Grenze. Er besteht aus einem kleinen Ortskern mit einer mittelalterlichen Metrik und erstreckt sich überwiegend in Ost-West-Richtung entlang des Großen Zarnowsee (Jezioro Czarne).

## Geschichte
Bereits im 10./11. Jahrhundert gab es an dieser Stelle eine slawische Siedlung. Der Sage nach baute der Ritter Blankenburg hier eine Burg, von der aus er Kaufleute überfiel, die nach Pyritz zogen. Schließlich wurde er durch die Bürger von Pyritz und Bahn (Banie) festgesetzt und die Burg abgerissen.
1322 vermachte Barnim III. den Ort Cernow dem nahen Pyritz, in dessen Besitz er bis in das 20. Jahrhundert blieb. Während des Dreißigjährigen Krieges wurde das Dorf vollständig niedergebrannt. Der Wiederaufbau begann bereits 1647.
Das Gebiet lag in einer besonders fruchtbaren Region, die später den Namen Weizackerkreis trug. In der Mitte des 19. Jahrhunderts gab es in Groß Zarnow 21 Bauernhöfe, 6 Büdnerstellen, eine Pfarrkirche, ein Witwenhaus, eine Schule, eine Schmiede, eine Windmühle am südwestlichen Rand des Dorfes und eine Taverne. In den 43 Wohngebäuden lebten 335 Einwohner. Die genutzte Fläche des Dorfes betrug 3.973 Morgen, wovon etwa 55 % auf Ackerfläche und 27 % auf Hutungen und Wald entfielen.
Der Ort wurde im Frühjahr 1945 durch die Rote Armee eingenommen. Die deutsche Bevölkerung wurde im Sommer 1945 vertrieben, nachdem das Gebiet Polen zugesprochen wurde.

## Entwicklung der Einwohnerzahl

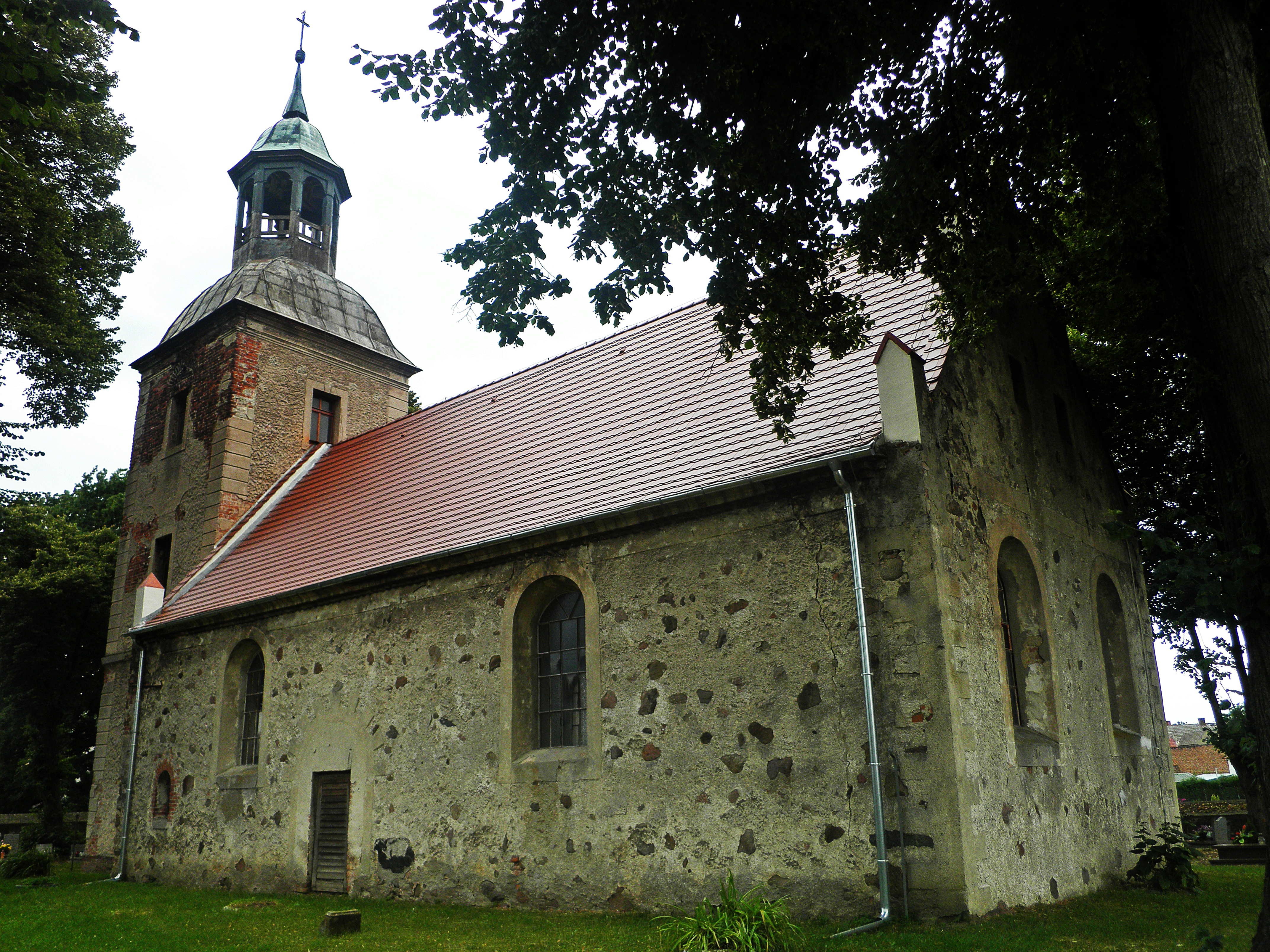
Ansicht von Ciechanowice

| Jahr | Einwohnerzahl |
| ---- | ------------- |
| 1867 | 339           |
| 1871 | 338           |
| 1905 | 275           |

| Jahr | Einwohnerzahl |
| ---- | ------------- |
| 1925 | 317           |
| 1933 | 281           |
| 1939 | 299           |

| Jahr | Einwohnerzahl |
| ---- | ------------- |
| 2011 | 114           |

## Sehenswürdigkeiten
Die Heilig-Geist-Kirche wurde 1601 auf einem langgestreckten, rechteckigen Grundriss in der Mitte des Ortes errichtet. 1696 wurde sie um einen Turm erweitert und 1750 wurde die Kirche renoviert und verputzt. Hierauf verweisen die Jahreszahlen 1601 und 1750 an der Südfassade. 1795 erhielt sie eine mit einer barocken Kuppel gekrönte Lampe. In der Kirche gibt es eine Holzdecke und eine Kanzel aus dem 18. Jahrhundert. Im Jahr 1946 wurde die Kirche dem Heiligen Geist gewidmet.

## Persönlichkeiten
- Wilhelm Wapenhensch (1899–1964), Pianist, Organist, Dirigent und Komponist
- Gottfried Zarnow (richtig: Ewald Moritz, 1878–1966), Schriftsteller